# موت الإسكندر الأكبر

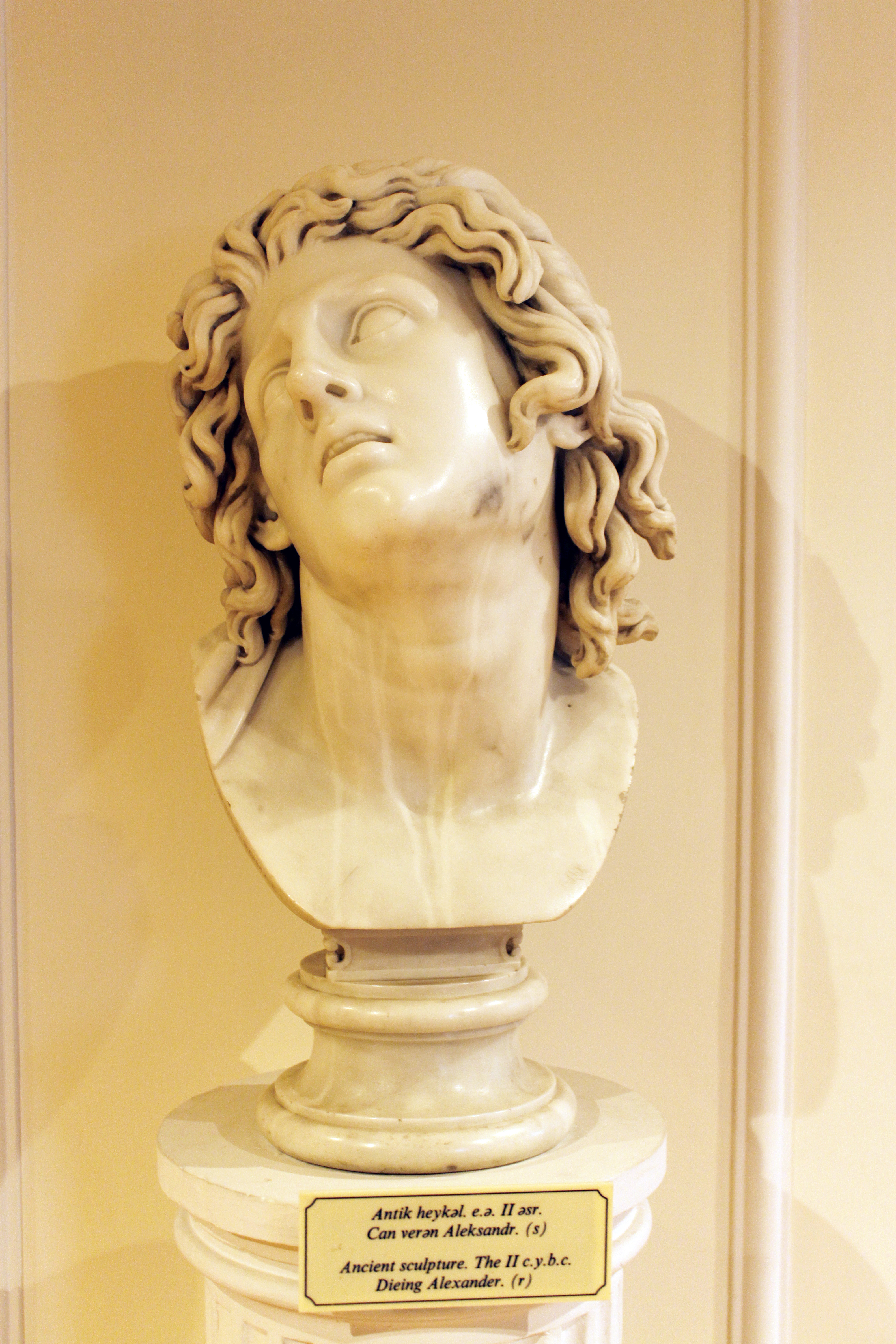
موت الإسكندر، نسخة لنحت من القرن الثاني قبل الميلاد، المتحف الوطني للفنون في أذربيجان.

كانت وفاة الإسكندر الأكبر والأحداث اللاحقة ذات الصلة موضع نقاشات جدلية، وفقًا للمذكرات الفلكية البابلية، توفي الإسكندر بين مساء يوم 10 يونيو ومساء 11 يونيو 323 قبل الميلاد، وهو يبلغ من العمر اثنين وثلاثين عاما. حدث هذا في قصر نبوخذ نصر الثاني في بابل. بكى المقدونيين والسكان المحليين على خبر الموت، في حين حلق سكان الإمبراطورية الأخمينية رؤوسهم. والدة داريوس الثالث، سيسيامبيس، بعد أن علمت بوفاة الإسكندر، رفضت الطعام وتوفيت بعد بضعة أيام. يختلف المؤرخون في تقديراتهم للمصادر الأولية عن وفاة الإسكندر، مما أنتج وجهات نظر مختلفة.

## خلفية
في فبراير 324 قبل الميلاد، أمر ألكسندر جيوشه للتحضير للمسيرة إلى بابل. وفقا لأريان، بعد عبور نهر دجلة تم استقبال الإسكندر من قبل الكلدان، الذين نصحوه بعدم دخول المدينة لأن الإله بيل قد حذرهم من أن دخول الإسكندر للمدينة بذلك الوقت قد يكون مهلكا للإسكندر. كما حذر الكلدانيين الإسكندر من الزحف غربا حيث سينظر إلى غروب الشمس، (رمز للرفض). اقتُرح أن يدخل الإسكندر بابل عبر البوابة الملكية، في الجدار الغربي، حيث سيتوجه إلى الشرق. اتبع الإسكندر هذه النصيحة، ولكن تحول الطريق إلى أن يكون غير مواتيا بسبب تضاريس المستنقعات. وفقا لجونا لندديرنج، «في مايو عام 323» حاول المنجمين البابليين تجنب سوء الحظ عن طريق استبدال الإسكندر بشخص عادي على العرش البابلي، الذي سيأخذ نذير النحس. ومع ذلك، لم يفهم الإغريق تلك الطقوس.

### نبوءة كالانوس
من المرجح أن كالانوس كان كاهن هندي بقبيلة ناجا، حيث دعاه اليونانيون بالحكيم العاري. كان قد رافق الجيش اليوناني العائد من البنجاب، بناء على طلب الإسكندر.كان يبلغ كالانوس ثلاثة وسبعون عاما من العمر في ذلك الوقت. على الرغم من، كون الطقس الفارسي وإجهاد السفر إضعاف له، لقد أبلغ الإسكندر أنه يفضل الموت على أن يعيش عاجزا. قرر أن يترك حياته عن طريق التضحية بالنفس. على الرغم من أن الإسكندر حاول منعه من القيام بذلك لكن بعد إصرار كالانوس، فقد رجع الإسكندر لقراره وأمر ببناء محرقة لبطليموس. حدث هذا الحادث في سوسة في عام 323 قبل الميلاد. يلقب كالانوس أيضا بأميرال الإسكندر، ونيرشوز وتشاريز من ميتيليني. لم يقم بالإحجام لأنه قام بالحرق مما أثار دهشة الذين شاهدوا. قبل تضحيته بنفسه وهو على قيد الحياة في المحرقة، كانت كلماته الأخيرة للإسكندر«سنلتقي في بابل». وهكذا يقال أنه قد تنبأ بوفاة الإسكندر في بابل. في وقت وفاة كالانوس، مع ذلك لم يكن للإسكندر أي خطط للذهاب إلى بابل. لا أحد فهم معنى كلماته «سنلتقي في بابل». تم فهم كلماته فقط بعد سقوط الإسكندر مريضا وتوفي في بابل، حيث جاء الإغريقيون لإدراك ما كان كالانوس يبلغه.

## الأسباب

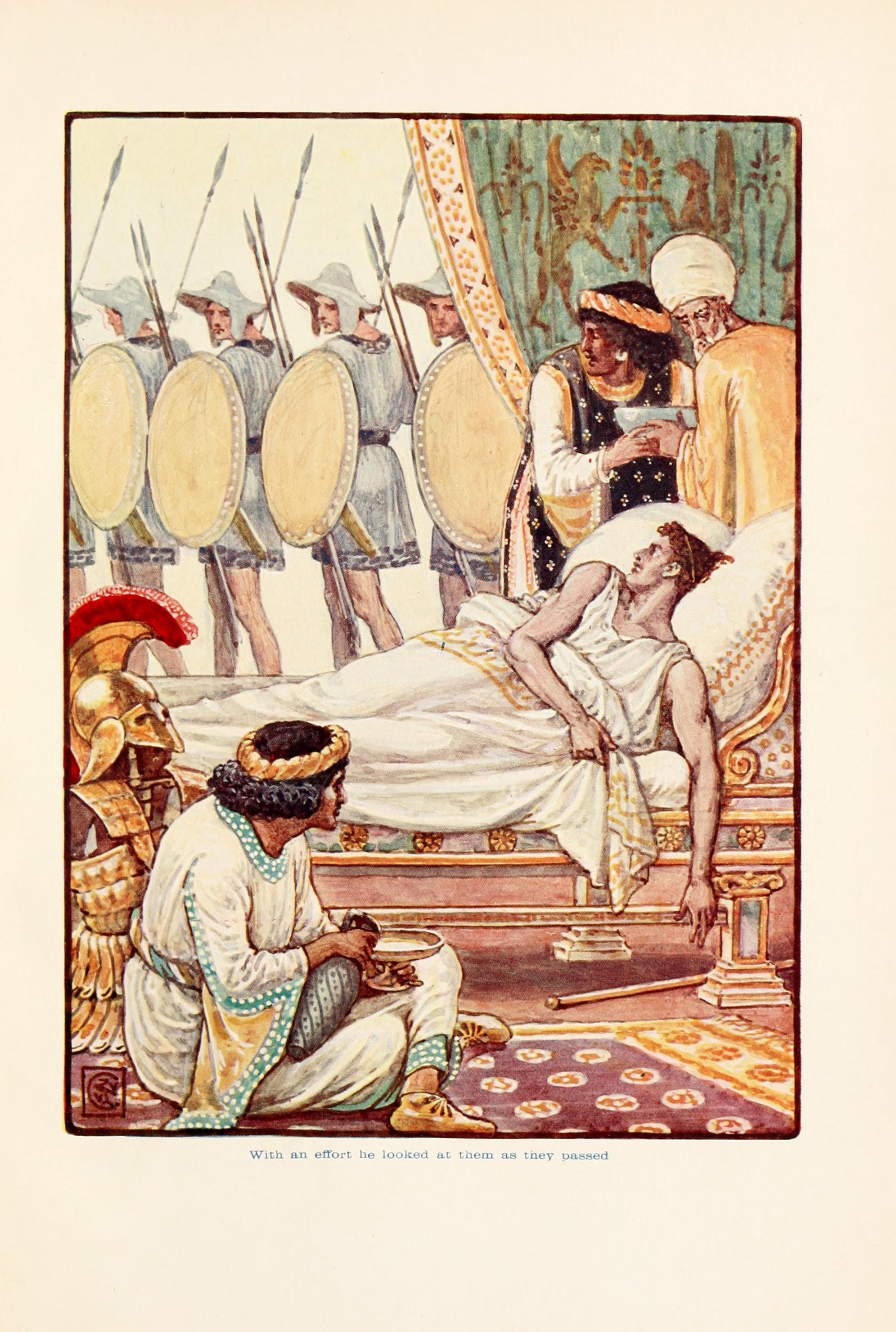
مع جهد كبير نظر الإسكندر إلى الجنود وهم يمرون.

تشمل الأسباب المقترحة عن وفاة الإسكندر مرض الكبد الكحولي، والحمى، وتسمم الإستركنين، ولكن القليل من البيانات تدعم هذه الروايات. وفقا لجامعة ميريلاند في كلية تقرير الطب لعام 1998، وربما توفي الكسندر لحمى التيفويد (بجانب الملاريا، التي كانت شائعة في بابل القديمة.) في الاسبوع قبل وفاة الإسكندر، تشمل الروايات التاريخية قشعريرة، تعرق، إرهاق وارتفاع في درجة الحرارة، وأعراض نموذجية من الأمراض المعدية، بما في ذلك حمى التيفويد. ووفقا لديفيد دبليو أوداش من المركز الطبي بجامعة ميريلاند، كان للإسكندر«ألم شديد في البطن، مما جعله يصرخ من العذاب». الحساب المرتبط بها، مع ذلك، تأتي رومانسية من الإسكندر الغير موثوق فيه.

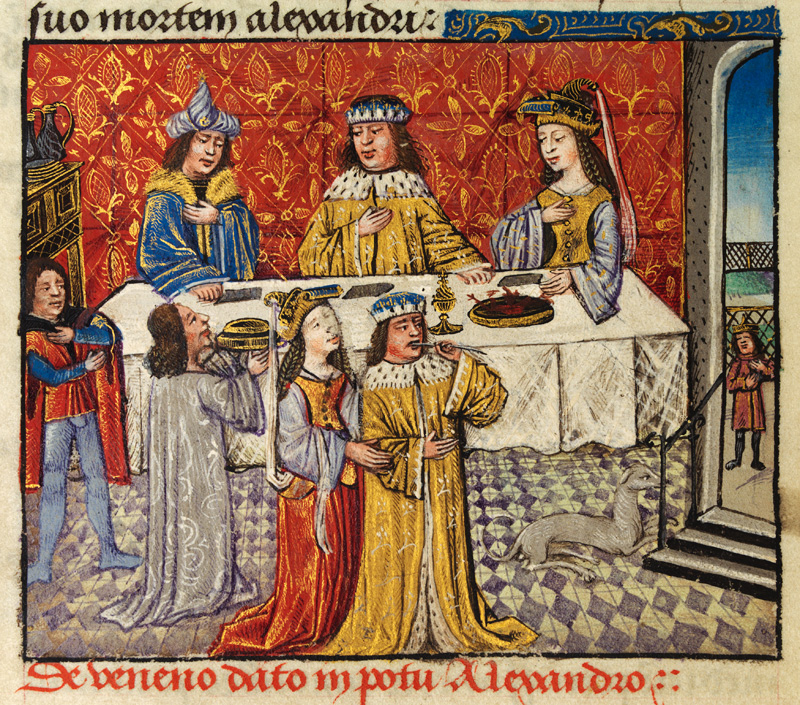
تصوير لتسميم الإسكندر في رومانسية القرن ال15 في تاريخ معارك الإسكندر، الإصدار J1. NLW MS Pen.481D

عقدت النظريات السابقة الأكثر شعبية أن الإسكندر إما مات من الملاريا أو مات مسموما. كما تشمل التشخيصات الطبية غيرها من الأمراض غير المعدية. ووفقا للمؤلف أندرو تشوج، هناك أدلة على أن الإسكندر توفي من الملاريا، بعد أن انقلبت عليه قبل وفاته بأسبوعين خلال الإبحار في المستنقعات لتفقد دفاعات الفيضانات. شوج أسند حجته على التقاويم الفلكية التي أخذت عبر مصادر أخرى غير معروفة من إيريثري، على الرغم من صحة هذا المصدر تم استجوابه. ولوحظ أيضا أن غياب أثار تقوس الحمى المتصورة المنجلية (الطفيلي المتوقع، وفقا لتاريخ سفر الإسكندر) يقلل من إمكانية الإصابة بالملاريا. على الرغم من ذلك تم دعم رواية الملاريا بواسطة بول كارتليدج.
على مر القرون تراجعت الشكوك من احتمال حدوث تسمم في عدد من الجناة المزعومين، بما في ذلك واحدة من زوجات الإسكندر، جنرالاته، شقيقه غير الشرعي أو حامل الكأس الملكي. في رواية الأمير، يشير مكيافيلي إلى قتل الإسكندر بواسطة جيشه. هي واردة في رواية التسمم وخاصة في دوافع سياسية لليبر دي مورتي في وصية الإسكندر (كتاب عن موت وعهد الإسكندر) الذي يحاول تشويه سمعة عائلة أنتيباتر. وقيل ان الكتاب جمع في دائرة بوليبيرخون، وليس من قبل كاليفورنيا. 317 قبل الميلاد.
في الإسكندر الأكبر: موت الإله، زعم بول دوهيرتي أن الإسكندر قد يكون قد مات مسموما بالزرنيخ بواسطة أخاه الغير شرعي بطليموس الأول سوتر. ومع ذلك، تم رفض هذا بواسطة المركز الوطني للسموم بنيوزيلندا، اخصائي السموم الدكتور ليو تشيب الذي خفض احتمالية التسمم بالزرنيخ وبدلا من ذلك اقترح أنه يمكن أن يكون تم تسميمه من قبل النبيذ المصنوع من نبات الخربق، والمعروف باسم الخربق الأبيض. كان يعرف هذا النبات في الإغريق وأنه يمكن أن ينتج أعراض تسمم طويلة تتطابق مع سير الأحداث كما هو موضح في كتاب (رومانسية الإسكندر). تم نشر المقالة في المجلة الطبية لعلم السموم السريري لاستعراض الأقران، واقترح أنه إذا تعرض الإسكندر للتسمم، فإن الخربق يعرض السبب الأكثر قبولا.
أوضح عالما الأوبئة جون مار وتشارلز كاليشر أن حمى غرب النيل قد تكون سبب محتمل لموت الإسكندر.واعتبرت هذه الرواية بأنها «مقنعة إلى حد ما» من جامعة رود ايلاند، عالم الأوبئة.مع ذلك لاحظ توماس ماذر، أن فيروس غرب النيل يميل إلى قتل كبار السن أو الذين لديهم ضعف في جهاز المناعة. انتقد إصدار مار وكاليشر أيضا بواسطة بوركي A. (كونها) من مستشفى جامعة ونثروب. وفقا لتحليل مؤلفين آخرين استجابة لمار وكاليشر، لم يستطع فيروس غرب النيل أن يصيب البشر قبل القرن الثامن ميلاديا.
الأسباب الأخرى التي تم طرحها تشمل التهاب البنكرياس الحاد الذي اثاره «استهلاك الكحول الثقيل ووجبة غنية جدا»، التهاب الشغاف الحاد، الإصابة بالبلهارسيا بواسطة البلهارسيا البولية. والبورفيريا. اقترح فريتز شاشرمير سرطان الدم والملاريا. عندما تم إدخالها أعراض الإسكندر لشبكة علم الأوبئة والأمراض المعدية العالمية، ارتفع أعلى احتمال انفلونزا إلى (41.2٪) في قائمة التشخيص التفريقي. ومع ذلك، وفقا ل (كونها)، الأعراض ووقت مسار المرض الذي أصاب الإسكندر يتعارض مع الإنفلونزا، وكذلك مع الملاريا والبلهارسيا والتسمم على وجه الخصوص. تشمل النظريات الأخرى التسمم بواسطة المشروبات التي كان يشربها الإسكندر في جرعات صغيرة بواسطة كاليستنس، مؤرخه الملكي ومستشاره.
تتجه نظرية أخرى بعيدا عن المرض وافتُرض أن وفاة الإسكندر له علاقة بأعراض جنفية خلقية. قد نوقش أن الإسكندر كانت له تشوهات هيكلية في الرقبة والعجز وعصب العين، وهذا يمكن أن يتوافق مع أعراض (كليبل- فيل)، وهو مرض جنفي خلقي نادر. له تشوهات جسدية والأعراض التي سبقت وفاته هي التي تجعل الخبراء يعتقدون ذلك. يعتقد البعض أن ما جعل الإسكندر يسقط مريضا في أيامه الأخيرة، كان يعاني من انضغاط الحبل الشوكي المتدرج فوق الجافية، الذي تركه مشلولا. لكن هذه الفرضية لا يمكن إثباتها دون إجراء تحليل كامل لجسم الإسكندر.

## الحفاظ على الجسم
ذكرت واحدة من الحسابات القديمة أن تخطيط وبناء العربة الجنائزية المناسبة لنقل الجثة، من بابل أخذ سنتين منذ وفاة الإسكندر. ومن غير المعروف بالضبط كيف تم الحفاظ على الجسم لمدة عامين تقريبا قبل نقله من بابل. في عام 1889 اقترح E. A واليس بادج أن الجثة كانت غارقة في وعاء من العسل. في حين ذكرت بلوتارخ أن العلاج كان بواسطة التحنيط المصري. قال المحنطون المصريون والكلدانيون الذين وصلوا يوم 16 يونيو أنهم شهدوا ظهور الكسندر نابضا بالحياة. وقد فسر ذلك نتيجة مضاعفات حمى التيفويد، والمعروفة باسم الشلل التدريجي، والتي تسبب ظهور الشخص ميتا قبل الموت فعليا.

## مكان الرقود

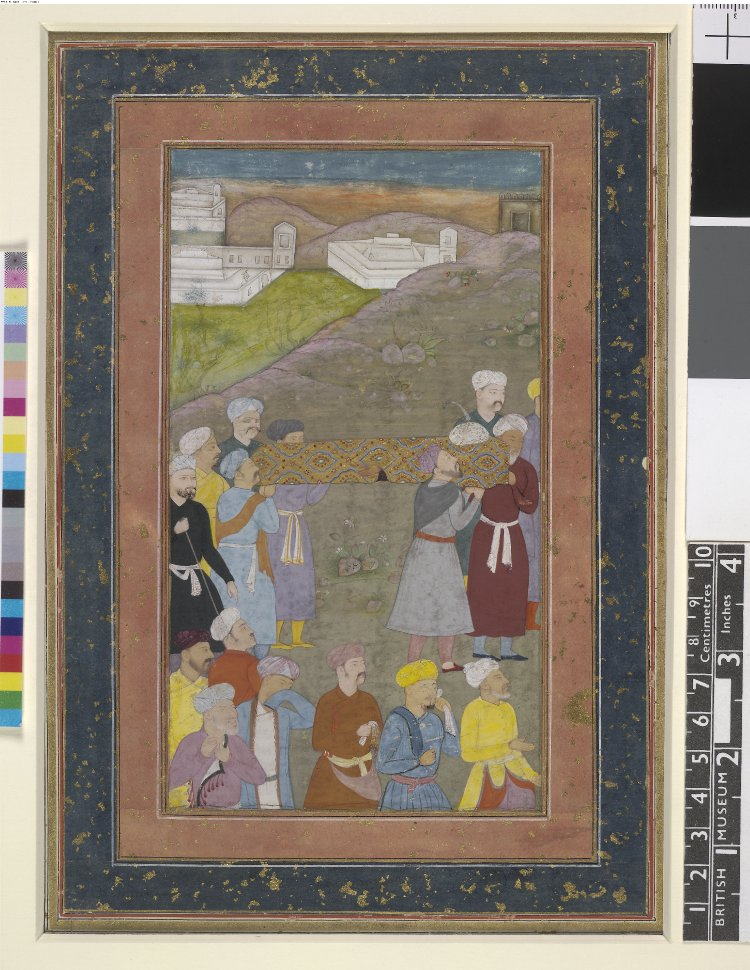
جنازة الإسكندر (الإسكندر): حاملي النعش يحملون نعشه المكسو برايات مع الحرير المطرز وعمامته في نهاية واحدة. في رواية نظامي سقط الإسكندر مريضا وتوفي قرب بابل. لأنه كان يعتقد أنه قد مات مسموما، لا يمكن لأي ترياق أن يقوم بإحيائه مرة أخرى.

في طريقها إلى مقدونيا، كان في استقبال العربة الجنائزية مع جثمان الكسندر في سوريا من قبل أحد جنرالات الإسكندر، الحاكم في المستقبل بطليموس الأول سوتر. في أواخر عام 322 أو أوائل 321 قبل الميلاد قام بطليموس بتحويل الجسم إلى مصر حيث دفن في منف، في مصر. في أواخر القرن الرابع أو أوائل القرن الثالث قبل الميلاد، تم نقل جثمان الاسكندر من مقبرة منف إلى الإسكندرية كي يدفنه (بطليموس فيلادلفوس في ج. 280 قبل الميلاد، وفقا لبوسانياس). في وقت لاحق وضع بطليموس فيلوباتور جسم الكسندر في الضريح الشعبي للإسكندرية. بعد فترة وجيزة من وفاة كليوباترا، زار أوغسطس مثوى الإسكندر، الذي يقال عنه إنه قد وضع الزهور على قبره والإكليل الذهبي على رأس الاسكندر. وبحلول القرن الرابع لم يعد المكان الذي دفن به الإسكندر معروفا. كتاب اليوم، المؤلفين فيما بعد مثل ابن عبد الحكم، المسعودي وليون الإفريقي، قال أنه قد رأى قبر الاسكندر. وقال ليون الإفريقي في 1491 وجورج سانديز في 1611 أنهما قد رأيا قبر الإسكندر. وفقا للأسطورة واحدة، جسمان الإسكندر يكمن في سرداب تحت كنيسة مسيحية قديمة.